# Patricio Pradel
Patricio Pradel Elgueta es un diplomático chileno. Ha sido Embajador de Chile en Trinidad y Tobago (2009-2012), Uruguay (2012-2014); y representante de Chile en ALADI (2013-2014). Desde 2016 es embajador de Chile en Alemania.

## Biografía
Cursó estudios en la Facultad de Derecho de la Universidad de Chile, y estudios de Derecho y Ciencia Política en la Universidad Nacional de Panamá.
Pradel es un funcionario de carrera del Servicio Exterior. Se ha desempeñado en el Ministerio de Relaciones Exteriores en Santiago, entre otros cargos, en el Gabinete del Ministro de Relaciones Exteriores; como Subdirector de la Dirección de Planificación; ha sido Secretario Adjunto de la Presidencia Pro–Tempore de UNASUR y Jefe del Departamento de Naciones Unidas de la Dirección de Asuntos Multilaterales. Asimismo, se ha desempeñado como Cónsul General en Milán, Italia; Ministro Consejero en la Embajada en Cuba; Consejero en la Misión Permanente de Chile ante los Organismos Internacionales en Ginebra, Suiza; Primer Secretario en la Embajada en Alemania, Segundo Secretario en la Embajada en Suiza, en la Embajada en Austria y como Tercer Secretario en la Embajada en Panamá.
En el 2009, asume como Embajador de Chile en Trinidad y Tobago, concurrente además en Barbados, Granada, Guyana, Surinam, San Vicente y las Granadinas y paralelamente, cumplió funciones como representante de Chile ante la Comunidad del Caribe (Caricom).  En el año 2012 es designado embajador de Chile en Uruguay. Al año siguiente, es nombrado Representante Permanente de Chile ante la Asociación Latinoamericana de Integración (ALADI) y tras cumplir un año y medio deja ese cargo para asumir nuevas funciones en el Ministerio de Relaciones Exteriores de Chile. En mayo de 2016 fue nombrado Embajador en Alemania.